# 673 Edda
Edda (asteroide 673) é um asteroide da cintura principal com um diâmetro de 37,53 quilómetros, a 2,7844115 UA. Possui uma excentricidade de 0,0107688 e um período orbital de 1 724,83 dias (4,72 anos).
Edda tem uma velocidade orbital média de 17,75313079 km/s e uma inclinação de 2,87946º.
Esse asteroide foi descoberto em 20 de Setembro de 1908 por Joel Metcalf.